# 蠟板

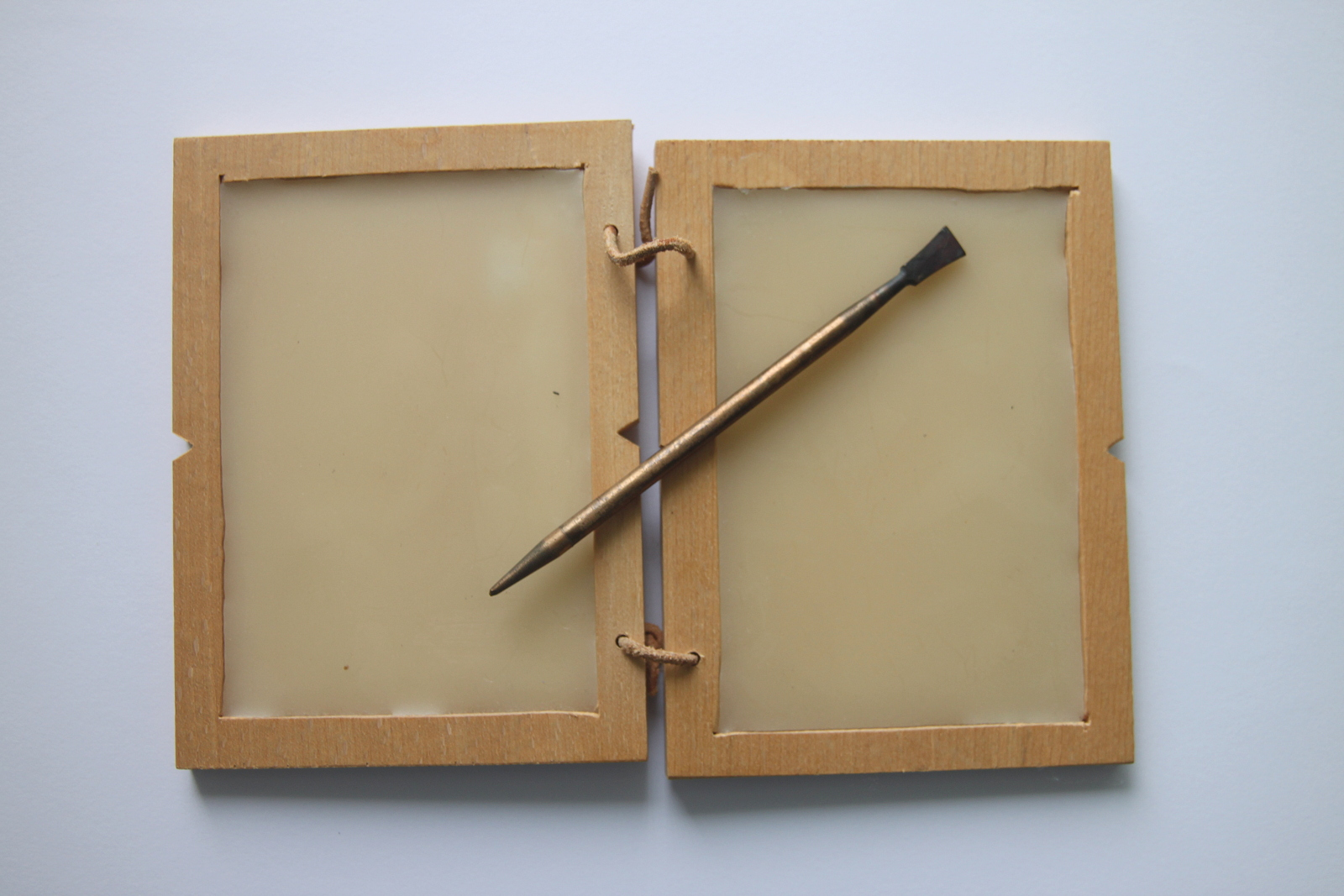
蜡板與罗马尖笔（stylus）

蜡板是指表面上涂有一层蜡的木板，通常与封面板松散地连接在一起 。 蜡板在古典時代和整个中世纪都被用作可重用和便携式的书写表面。 在西塞罗的信件中顺带提及了此物的用途。蜡板的一些实例被保存在 维多兰达哈德良长城的罗马堡垒内淹水的沉积物中。 中世纪的蜡板书籍在几个欧洲博物馆中展出。 
尖筆，是一個用於在蠟板上書寫的工具，在其在笔尖的另一端有像铲刀一样直的工具将用作橡皮擦。
蠟板的使用十分常見，有著不同的用途。從秘書賬簿到學生的筆記，還有速記都以蠟版為書寫媒介,

## 古典時代的應用
至今發現幸存且時代最早的蠟板在1986年，土耳其，卡什附近的前14世纪沉船遺跡 —— Uluburun 沉船 中發現。 
1979年，阿尔巴尼亚，都拉斯两个由象牙製成的蜡板則被認爲是公元兩世紀的貸款人所有
在公元前8世紀，希腊人很可能开始使用可折叠的蜡片和皮革卷轴。 希英詞典的1925年版本根据古希腊和罗马作家和剧本的字母delta （Δ）， 给出了书写平板deltos （δέλτος）的词源 。  而另一种理论认为，它保留了其閃米特的詞源，daltu，最初所指的“门”，但在13世纪BCE的乌加里特用于书写在板上。 在希伯来语中，该术语演变为“ 达拉斯” 。 
在公元前1000年中，美索不达米亚以及叙利亚和巴勒斯坦都使用書寫板。 一块已雕刻的石板可追溯到公元前640年至615年，从亚述统治者辛那赫里布，位於伊拉克尼尼微的西南宫挖掘出来的（此物收藏於大英博物馆，編號ME 124955）描绘了两个人物，一个人清楚地握住了卷轴，另一个则紧紧抓住被认为是开放式双联画。  Berthe van Regemorter在塔伦皮亚斯的新希特石碑 中发现了一个相似的形象，其历史可以追溯到公元前8世纪后期，人们看到它可能是一种带有独特钮扣的圖表。   在尼姆鲁德的薩爾貢宫殿的废墟中发现了象牙书写板。  玛格丽特·霍华德（Margaret Howard）推测，这些平板以前可能是使用巧妙的铰链系统连接在一起的，而切成薄片的皮革类似于字母“ H”，沿着边缘插入槽口中，形成六角形结构。 

## 中世纪到现代的用途

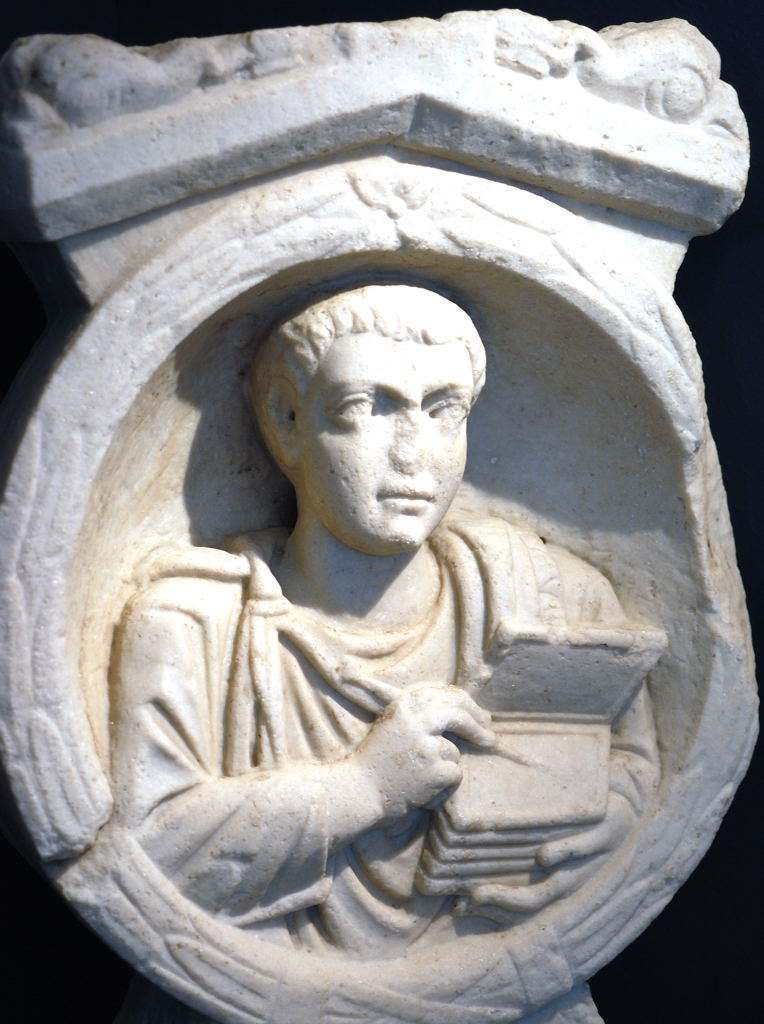
在诺里库姆的 弗拉维亚·索尔瓦 （ Flavia Solva）墓碑上雕刻的罗马抄写员，正在用 stylus 於平板上寫字。

图尔奈圣马丁教堂的和尚，图尔奈的埃里曼（1095-1147）写道：“我甚至在一定數量的蠟板上寫字”。 
其中一个值得一提的使用例子是地役记录，此紀錄屬於奥地利最古老的城市恩斯于1500年建立的醫院。 十块尺寸为375 x 207  毫米（14.76 x 8.15英寸）并以90  毫米（3.54英寸）的板，沿其长轴分为两半。 年度账款写在羊皮纸或粘在左侧的纸上。 板的右側有刪改的痕跡，用棕黑色书写蜡覆盖。 该材料為蜂蜡 ，内含5-10％的植物油和碳素颜料。熔点约65   ℃。 

19世纪之前，蜡片一直大量用于具有短期内十分重要的商业记录。 施韦比施哈尔的盐矿开采当局一直使用蜡记录直到1812年。  鲁昂的鱼市场一直使用它们，直到1860年代，在1849年就已经对其进行了详细的记录和使用。 

## 延伸阅读
- Galling, K., 1971. "Tafel, Buch und Blatt" in Near Eastern Studies in Honour of W. F. Albright（英语：William F. Albright） (Baltimore), pp 207–23.